# Lugalmu
Lugalmu – według „Sumeryjskiej listy królów” ósmy, ostatni władca tzw. II dynastii z Kisz. Dotyczący go fragment brzmi następująco:
„Lugalmu (z Kisz) panował przez 360 lat”.
Dalej Lista stwierdza, iż „Kisz zostało pokonane i (siedziba) królestwa została przeniesiona do Hamazi”.